# Crucifix de Frate Elia

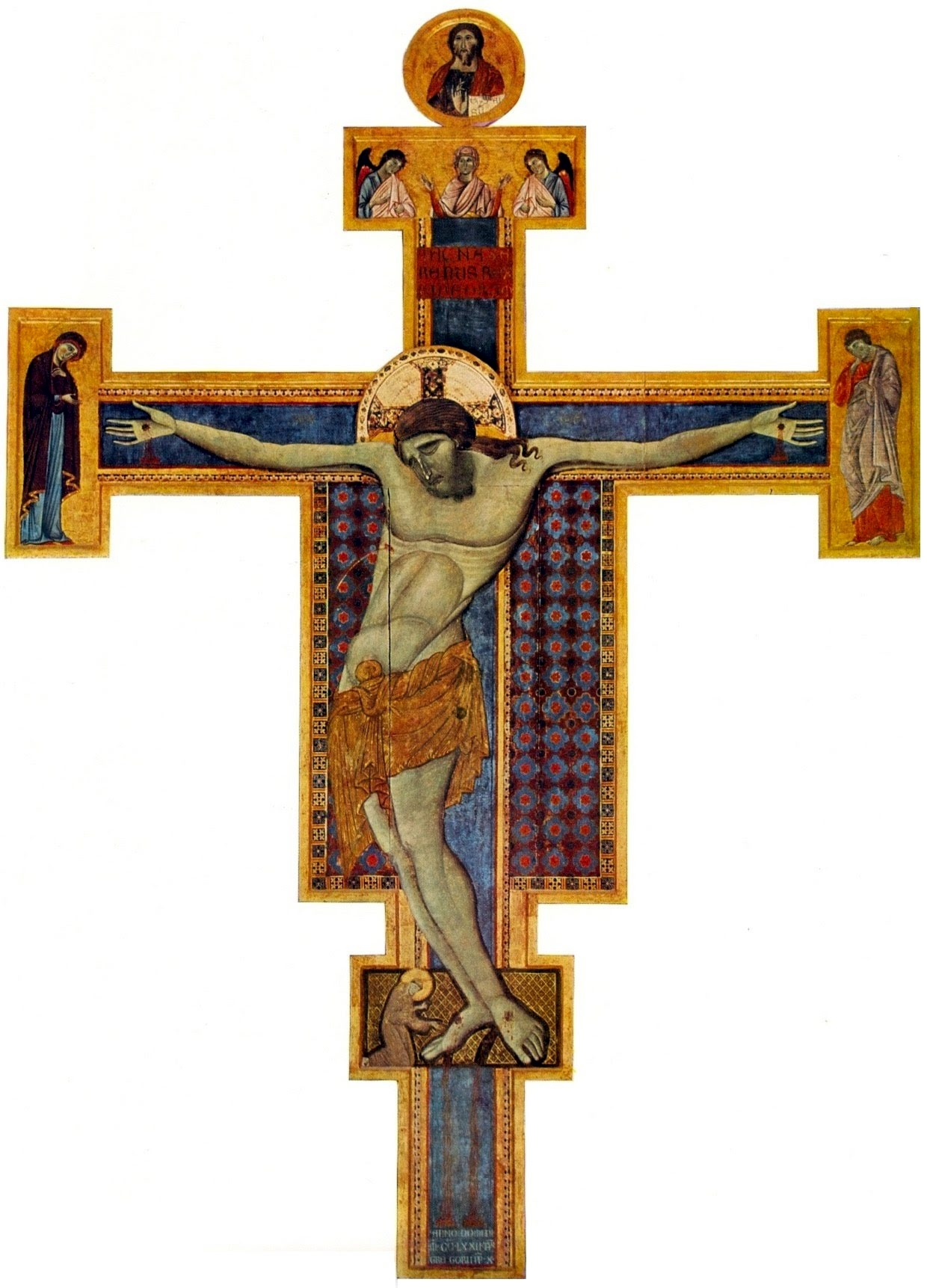
Crucifix du Maestro di San Francesco (Pérouse), similaire au crucifix détruit

Le Crucifix de Frate Elia (en italien :  La croce con Frate Elia) était un  grand crucifix peint en tempera et or sur bois, réalisé en 1236 par Giunta Pisano pour la basilique Saint-François d'Assise. Le crucifix, le seul daté de Giunta Pisano, a été détruit en 1623. 
Le crucifix était signé et daté : 
Frater Elias fieri me fecit / Iesu Christe pie / miserere precantis Elias / Iuncta Pisanus me pinxit A.D.MCCXXXVI  9.

## Histoire
Le crucifix est connu grâce à une copie du XVIIe siècle située au palais communal d'Assise et avec celui du  Maestro di San Francesco de Pérouse que la critique estime être probablement une copie fidèle à l'original. 
Ce crucifix est probablement la première croix monumentale réalisée par Giunta Pisano sur commande de Frate Elia, deuxième ministre général de l'Ordre des frères mineurs et qui était probablement représenté en tant que donateur. 
Le crucifix, qui était situé dans l'église supérieure de la basilique Saint-François d'Assise, a été perdu  lors de la destruction de l'iconostase après le Concile de Trente.

## Description
Le Christ était du type  dolens, de la représentation humanisante franciscaine et dominicaine :
Le Christ se doit d'être alors représenté mort, souffrant sur la croix (et non plus triomphant ou résigné) :
- La tête baissée sur l'épaule,
- les yeux fermés soit absents, énucléés (orbites vides),
- marques de douleur sur le visage,
- la bouche est incurvée vers le bas,
- les plaies sont saignantes (mains, pieds et flanc droit),
- Le corps tordu déhanché, arqué dans un spasme de douleur, subissant son poids terrestre,
- schématisation des muscles et des côtes.

Le crucifix comportait probablement des scènes annexes des extrémités de la croix (tabellone) :
- les dolenti : à gauche, Marie en entier, pleurant ;  à droite : Jean en entier, pleurant.
- en haut, le titulus et au-dessus la scène traditionnelle du Christ rédempteur.
- en soppedaneo (panneau du bas) Frate Elia agenouillé au pied de la croix.